# Rolando Paucar Jáuregui
Rolando Paucar Jáuregui (Lima, 9 de julio de 1964) es un físico e investigador peruano. Desde junio de 2024 ocupa la presidencia del Instituto Peruano de Energía Nuclear. Es conocido por su participación en el desarrollo de la radiocirugía en el Perú y por haber creado el primer sistema nacional de radiocirugía en el país.

## Formación académica
Obtuvo el título de licenciado en Física en la Universidad Nacional Mayor de San Marcos. Posteriormente cursó una maestría en Física en la Pontificia Universidad Católica del Perú, otra en Física en la Universidad Autónoma de Barcelona y otra en Defensa y Seguridad Hemisférica en el Colegio Interamericano de Defensa. También posee un doctorado en Gobierno y Políticas Públicas por la Universidad de San Martín de Porres, un doctorado en Desarrollo y Seguridad Estratégica y un postdoctorado en Seguridad y Tecnología Integral por el Centro de Altos Estudios Nacionales.

## Actividad profesional
En 2004 desarrolló, junto al neurocirujano Marcos Vilca Aguilar, el sistema nacional de radiocirugía en la Clínica San Pablo. En el ámbito legislativo, participó en la elaboración del Proyecto de Ley N.º 1709/2007-CR, relacionado con la regulación del uranio.
En 2024 fue nombrado presidente del IPEN. En ese cargo ha gestionado cooperación con el Organismo Internacional de Energía Atómica (OIEA) y el Laboratorio de Física del Plasma de la Universidad de Princeton. Ha promovido la reactivación de la producción de radioisótopos como el samario-153  e iridio-192 y la recuperación de la Planta de Irradiación Multiusos. También ha respaldado iniciativas legislativas vinculadas a la generación eléctrica mediante energía nuclear.

### Proyectos de investigación
Ha participado en diversos proyectos de investigación relacionados con la tecnología nuclear y sus aplicaciones médicas e industriales. Entre estos se incluyen la medición del quemado de elementos combustibles nucleares, el desarrollo de un sistema de medición de flujo de neutrones, y la adaptación del reactor RP-10 para terapia por captura neutrónica en boro (BNCT), en colaboración con el Organismo Internacional de Energía Atómica en 1996. Asimismo, ha liderado iniciativas como la producción automatizada de cápsulas de yodo-131 y el diseño de un sistema de radiocirugía estereotáxica para el tratamiento de enfermedades funcionales, este último con el respaldo del programa Innóvate Perú en 2015.

### Patentes
Paucar es titular de varias patentes vinculadas al desarrollo de dispositivos en el campo de la radioterapia y la dosimetría. Entre estas se encuentran un dispositivo para radiocirugía estereotáxica (2006), un dispositivo de verificación de posicionamiento para radioterapia externa (2016), un colimador divergente para radiocirugía funcional (2017) y un equipo multifuncional de irradiación para calibraciones dosimétricas (2017).

### Publicaciones
Ha realizado diversas publicaciones académicas centradas en temas de energía, minería estratégica y tecnología nuclear. Entre sus trabajos más destacados se encuentran estudios sobre el litio en el Perú, como Impacto socioambiental de la explotación de litio en Puno (2025), publicado en Sustainability in Debate; El rol estratégico del litio en el Perú (2024), editado por el Fondo Editorial USIL; y La estrategización del litio en el Perú (2023), en la Revista Científica Seguridad y Desarrollo. En el ámbito de la energía nuclear, es autor de Un plan nuclear para el desarrollo del Perú (2017) editado por el Fondo Editorial UNMSM, y coautor del libro Física Cuántica / Nuclear / Universo (2012), junto a R. L. Soto. Además, publicó Ciencia y Tecnología: El Observatorio Nuclear (2011), también bajo el sello editorial de la Universidad Nacional Mayor de San Marcos.